# Вірковиці-Другі
Вірковиці-Другі (пол. Wirkowice Drugie) — село в Польщі, у гміні Ізбиця Красноставського повіту Люблінського воєводства.
У 1975-1998 роках село належало до Замойського воєводства.